# Barleria cyanea
Barleria cyanea är en akantusväxtart som beskrevs av Spencer Le Marchant Moore. Barleria cyanea ingår i släktet Barleria och familjen akantusväxter. Inga underarter finns listade i Catalogue of Life.